# Анс-а-Пітр
Анс-а-Пітр (фр. Anse-à-Pitres, гаїт. креол. Ansapit) — місто в Гаїті.
Місто Анс-а-Пітр знаходиться на крайньому південному сході Гаїті, в окрузі Бель-Анс (в пер. - Красива бухта) Південно-Східного департаменту країни, біля узбережжя Карибського моря. Анс-а-Пітр лежить на самому кордоні Гаїті з Домініканською республікою, навпроти домініканського міста Педерналес, є одним з чотирьох офіційних прикордонно-пропускних пунктів на гаїтяно-домініканському кордоні.
Чисельність населення міста Анс-а-Пітр становить 27 415 чоловік (на серпень 2009 року).

## Клімат
Місто знаходиться у зоні, котра характеризується кліматом тропічних саван. Найтепліший місяць — серпень із середньою температурою 26.8 °C (80.2 °F). Найхолодніший місяць — січень, із середньою температурою 23.1 °С (73.6 °F).
| Клімат Анс-а-Пітра      | Клімат Анс-а-Пітра | Клімат Анс-а-Пітра | Клімат Анс-а-Пітра | Клімат Анс-а-Пітра | Клімат Анс-а-Пітра | Клімат Анс-а-Пітра | Клімат Анс-а-Пітра | Клімат Анс-а-Пітра | Клімат Анс-а-Пітра | Клімат Анс-а-Пітра | Клімат Анс-а-Пітра | Клімат Анс-а-Пітра | Клімат Анс-а-Пітра |
| Показник                | Січ.               | Лют.               | Бер.               | Квіт.              | Трав.              | Черв.              | Лип.               | Серп.              | Вер.               | Жовт.              | Лист.              | Груд.              | Рік                |
| Середня температура, °C | 23,1               | 23,4               | 24,1               | 24,7               | 25,5               | 26,3               | 26,7               | 26,8               | 26,6               | 26                 | 24,8               | 23,7               | 25,1               |
| Норма опадів, мм        | 24.4               | 22.1               | 47.5               | 48.6               | 142.2              | 94.3               | 63.1               | 96.8               | 126.6              | 155.2              | 98.2               | 44.4               | 963.4              |
| Днів з опадами          | 11                 | 8,5                | 8,5                | 8,3                | 10,8               | 10,7               | 13                 | 13                 | 13,7               | 15,3               | 12,5               | 11,9               | 137,2              |
| Вологість повітря, %    | 72.2               | 70.8               | 70.2               | 71.5               | 74.9               | 73.3               | 69.8               | 70.5               | 74.2               | 76.1               | 75                 | 72.3               | 72.6               |
| ----------------------- | ------------------ | ------------------ | ------------------ | ------------------ | ------------------ | ------------------ | ------------------ | ------------------ | ------------------ | ------------------ | ------------------ | ------------------ | ------------------ |
| Джерело: Weatherbase    |                    |                    |                    |                    |                    |                    |                    |                    |                    |                    |                    |                    |                    |